# Верби (острів)
Острів Верби — історичний острів на Дніпрі у Києві навпроти села Осокорки. Імовірно, утворився з Микільського (Осокорянського острова) після 1870 р. (будівництва Дарницького залізничного мосту).

## Історія формування
На мапі Київської та Полтавської губернії 1849-50 рр., у районі нижче сучасного Південного мосту позначено три великих острови. Найпівденніший з них це, імовірно, колишній Микільський чи Осокорянський. Він має видовжене подовження на північ, яке збереглося дотепер в якості сучасних острова Малий та Великий Південний. Осокорянський займає теж місце, що і на мапі 1799 р. Інші острови, розташовані ближче до гирла Либіді найімовірніше відповідають зображеним на мапі 1799 р. і чомусь не показуваним на мапах середини ХІХ ст. Виходячи з розташування Лисогірського форту та с. Мишоловка, Галерними могли бути саме ці острови. Дійсно розташований у гирла Либіді острів та залишки Осокорянського після його розмивання на мапі 1871—1873 рр. підписані як о. Галерний. Про це свідчать також топоніми, що збереглися тут до кінця ХХ ст. — острів Галерний та Затока Галерна. Після будівництва Дарницького залізничного мосту, як свідчить мапа 1871—1873 рр. цей архіпелаг почав розмиватися. Головне русло Дніпра пройшло через Осокорянський, відділивши від нього видовжений з півночі на південь острів, що фігурує на мапі 1914 р. як острів Верби. Цей острів фактично включав в себе сучасні острови Малий та Великий Південний. Станом на 1930-ті рр. сучасні острови Малий та Великий Південний являли собою верхівки однієї центральної мілини
Підняття води у Канівському водосховищі в у 1974-76 рр. викликало зменшення площі острова Верби та його часткове розмивання. В цей час острів Верби фактично перетворився на групу островів Малий та острів Великий Південний.